# Mike Lavallee
Mike Lavallee (Brooklyn, Nueva York, Estados Unidos, 30 de mayo de 1959 - 14 de abril de 2020) fue uno de los artistas gráficos que innovaron la personalización de vehículos con técnicas de aerografía.
Se graduó en la Boston's Butera Art School en 1979. En 1999 abrió su propio estudio de pintura en Snohomish (Washington), donde se dedicó de lleno al trabajo con aerógrafo.
Su particular técnica de pintura, denominada por él mismo true fire (fuego verdadero o fuego real), contribuyó a insertar el arte en la industria automotriz, al intervenir con la técnica de aerografía las carrocerías de los automóviles y otros vehículos motorizados, de acuerdo a las nuevas tendencias de personalización de vehículos.
El estilo de Lavallee puede enmarcarse como contemporáneo y neo-pop. Uno de sus más famosos trabajos es el de una motocicleta Harley-Davidson con detalles de true fire, que se encuentra expuesta en el Museo de Arte Moderno de Nueva York.[cita requerida]
Falleció el 14 de abril de 2020 a los sesenta años a causa de un derrame cerebral.